# Eftermiddag

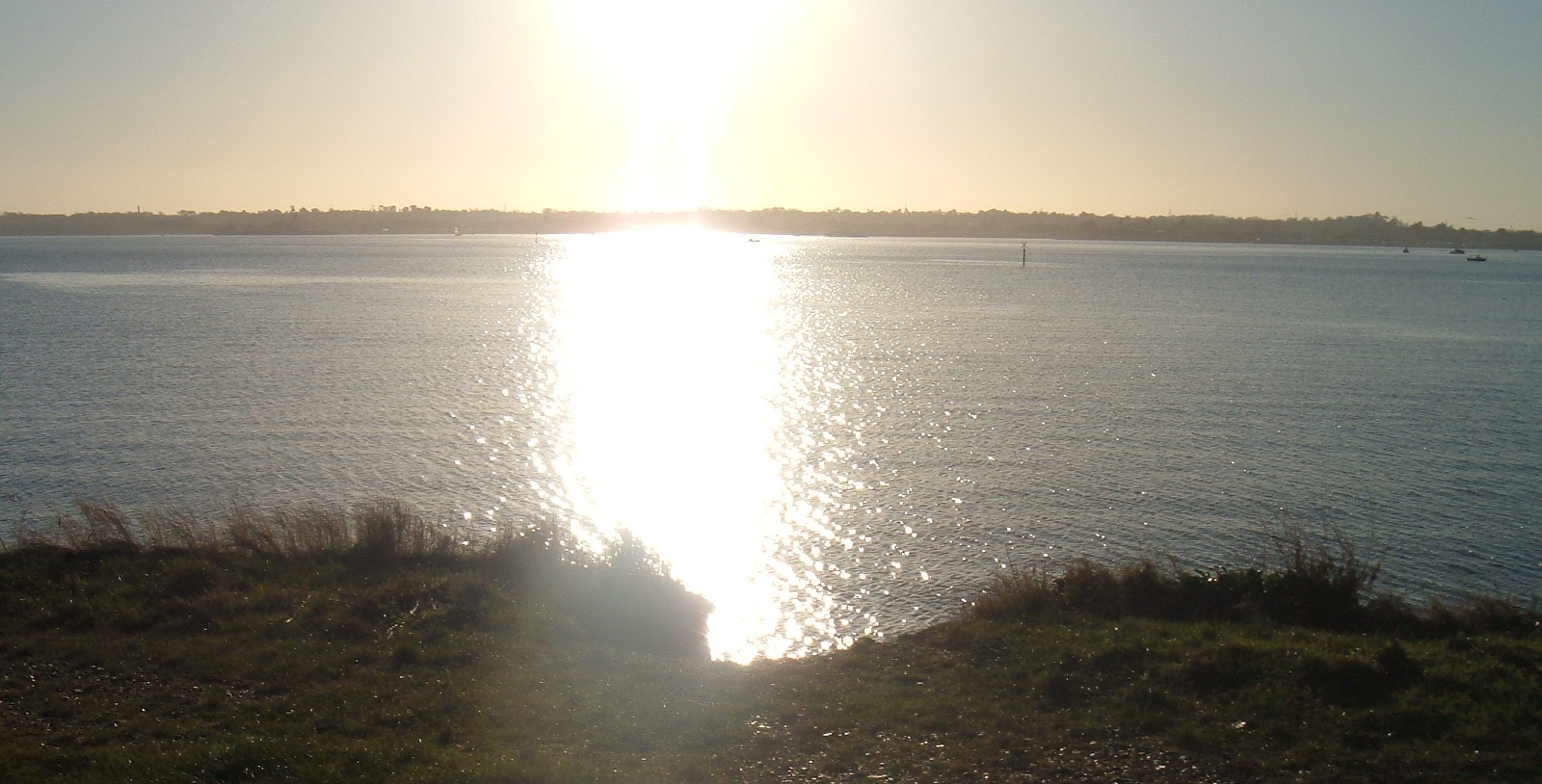
Sommareftermiddag.

Eftermiddag är tiden efter solens middagstid. Det är den tid då solen går ner från sin topp på himlen till något före sin ändpunkt vid horisonten i väster. I mänskligt liv upptar det ungefär den senare hälften av den vanliga arbets- och skoldagen. I bokstavliga termer hänvisar det till en tid specifikt efter kl 12:00.

Motsvarigheten till jordens eftermiddag på en annan planet skulle hänvisa till den tid då huvudstjärnan i det planetsystemet skulle vara på väg ned från sin nollmeridian, sett från planetens yta.
Eftermiddag (e.m.), betyder efter middag eller förkortat EM. och är motsvarighet till latinska post meridiem (PM). Eftermiddag är motsatsen till ordet förmiddag eller ante meridiem (AM) som det heter på latin.
Eftermiddagen råder den andra halvan av dygnet, det vill säga 12:00 till 24:00. I folkmun avses dock ibland eftermiddag omkring klockan 16:00 till 17:00 (mellan middag och kväll). Ordet kommer ursprungligen av ordet middag. Man kan jämföra den med Engelskan PM.